# Mauregard
Mauregard település Franciaországban, Seine-et-Marne megyében. Lakosainak száma 351 fő (2022. január 1.). Mauregard Tremblay-en-France, Épiais-lès-Louvres, Roissy-en-France, Vémars, Le Mesnil-Amelot, Moussy-le-Neuf és Moussy-le-Vieux községekkel határos.

## Népesség
A település népességének változása:
| Lakosok száma | 335  | 341  | 342  | 353  | 357  | 361  | 365  | 358  | 351  |
|               | 2013 | 2015 | 2016 | 2017 | 2018 | 2019 | 2020 | 2021 | 2022 |